# Несмит, Джеймс
Джеймс Несмит (англ. James Nasmyth; 19 августа 1808, Эдинбург — 7 мая 1890, Лондон) — шотландский астроном и инженер, изобретатель парового молота, гидравлического пресса и телескопа оригинальной конструкции (телескоп Несмита).

## Биография
Родился 19 августа 1808 года в Эдинбурге, Шотландия, в просвещённой и зажиточной семье. Его отец, Александр Несмит (1758—1840) был художником — пейзажистом и портретистом. Несмит-старший, в частности, написал с натуры портрет шотландского поэта Роберта Бёрнса (1759—1796), с которым был дружен. Старший брат изобретателя, Патрик Несмит (1787—1831) также стал художником. 
Семья была большая. Джеймс был младшим среди детей. Одним из увлечений отца была механика и он использовал всё своё свободное время в своей мастерской, где привлекал своего младшего сына работать со всеми видами материалов. В молодости отец Джеймса дружил с популярным шотландским поэтом-демократом Робертом Бёрнсом. У Несмитов  бывали не только художники, но и литераторы, ученые и инженеры, иногда захаживал Вальтер Скотт, а однажды даже Джемс Уатт.  Джеймс был отправлен в Королевскую среднюю школу, где подружился с Джимми Паттерсоном, сыном местного сталепромышленника. Уже интересуясь механикой, он проводил большую часть своего времени на литейном заводе и там постепенно научился обрабатывать дерево, латунь, железо и сталь. В 1820 году Джеймс ушёл из школы и стал работать в мастерской отца Джимми Паттерсона, где в возрасте 17 лет он сделал свой первый паровой двигатель.
С 1821 по 1826 год Джеймс Несмит регулярно посещал Эдинбургскую школу искусств (ныне Университет Хериота-Уатта), что сделало его одним из известных студентов. К семнадцати годам он обладал уже достаточными теоретическими знаниями и умением владеть инструментом, чтобы рассчитывать и строить действующие модели паровых машин, которые между прочим находили себе хороший сбыт. В 1828 году он сделал паровоз, который был способен работать и перевозить 8 пассажиров. Это достижение увеличило желание стать инженером-механиком. Джеймс услышал о славе мастерской Генри Модсли и решил устроиться к нему на работу. Модсли не брал учеников и отец Джеймса не мог платить большие деньги за ученичество. Для того чтобы попасть в ученики Модсли, Несмит строит небольшую паровую машину. Начиная с чертежей, моделей, литья, поковок вплоть до окончательной отделки,— все было сделано им собственноручно. Изготовленные им несколько чертежей были образцом чертежного искусства. В мае 1829 года Джеймс вместе с отцом отправляется в Лондон, захватив свои работы. Модсли принял Несмитов любезно, но взять Джеймса в ученики категорически отказался. На другой день ему однако пришлось изменить своё решение: Джеймсу удалось показать ему свои работы. В своей автобиографии Несмит описал эти решающие его жизнь минуты пока длился осмотр:
Я в беспокойстве ждал в кабинете Модсли (модель и чертежи находились в другом помещении). Прошло двадцать долгих минут, наконец Модсли вошел в комнату и по его оживленному выражению лица я сразу увидал, что столь долго лелеянная мною цель достигнута. В теплых и откровенных словах он выразил мне своё удовлетворение моим умением и знаниями как механика и как чертежника-конструктора, а затем отворив дверь, ведущую из кабинета в его великолепную личную мастерскую, он сказал: «Вот где я хочу, чтобы вы работали рядом со мной как мой помощник. Из того, что я видел, я полагаю, что вам не нужно никакого ученичества».
Впоследствии в течение двух лет работал в мастерской Генри Модсли, после чего сумел открыть собственную мастерскую в Манчестере, где выпускал различные станки и паровые машины. С тридцатых годов XIX века начинается бурное железнодорожное строительство в Англии. К этому времени мастерская Несмита уже выросла в большой завод с несколькими корпусами. Завод Несмита получает заказы на паровозы и успешно выполняет их. В течение ещё шестнадцати лет продолжает Несмит управлять своим заводом, строит десятками и сотнями токарные, строгальные, сверлильные станки, шаровые машины и паровозы. В 1856 году он отходит от непосредственной конструкторской и предпринимательской деятельности. Занимается серьёзно астрономией: ею он увлекался всю жизнь. Несмит умер в 1890 году в возрасте 82 лет.

## Карьера
Джеймс Несмит прославился изобретением парового молота в 1839 году (запатентован в 1842 году) и гидравлического пресса, ставшими важной частью промышленной революции, а также телескопа оригинальной конструкции (телескоп Несмита). Несмит также является конструктором более 100 паровозов, множества небольших паровых двигателей, работающих на высоком давлении, различных насосов, гидравлических прессов и прочих машин. В возрасте 48 лет он ушёл из промышленного бизнеса, с тем чтобы полностью посвятить себя своему хобби — астрономии. Совместно с Джеймсом Карпентером он опубликовал книгу «Луна: рассмотрим как планету, мир и спутник» (The moon: considered as a planet, a world, and a satellite), (1874).

## Паровой молот

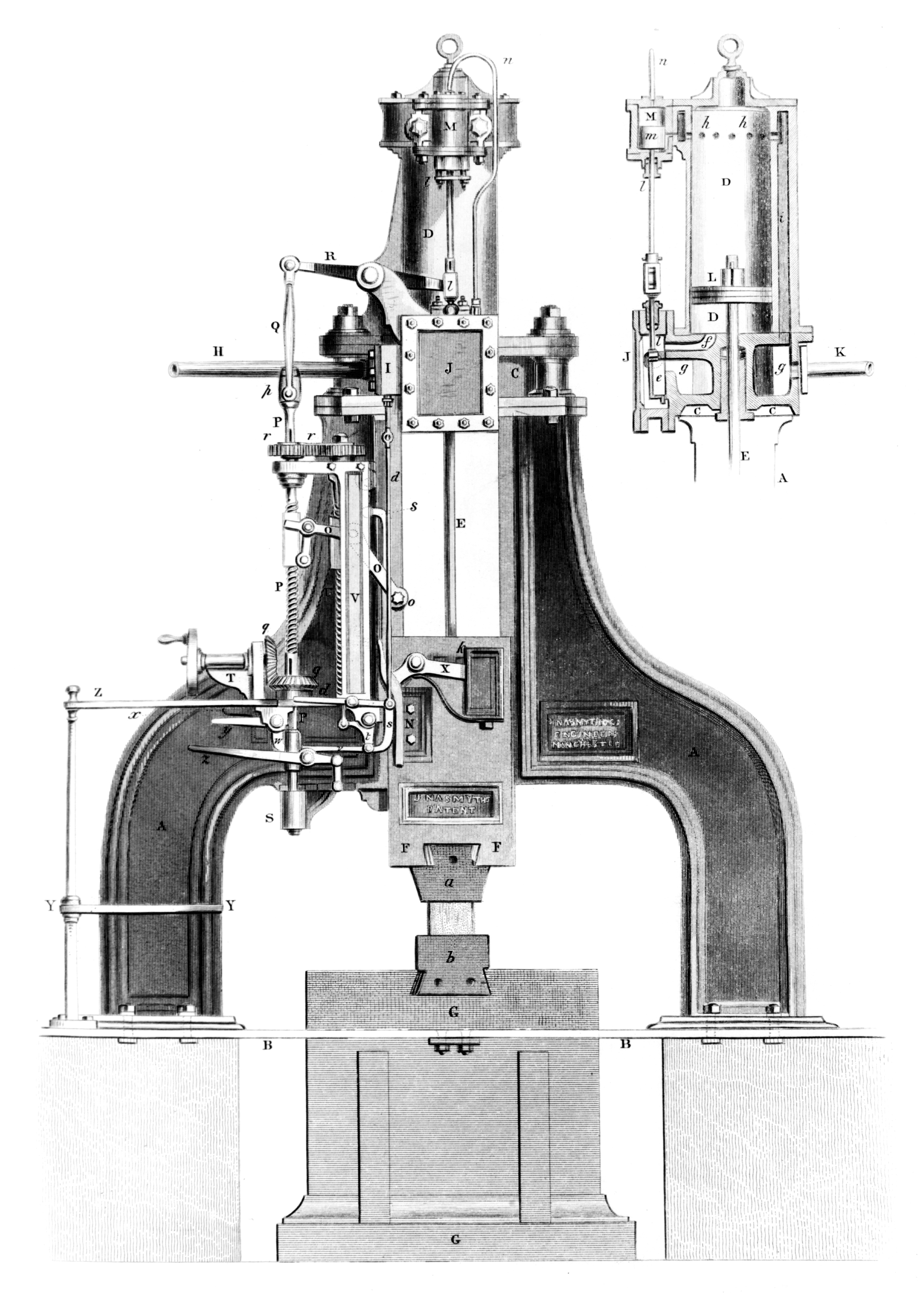
Действующий паровой молот Джеймса Несмита, Энциклопедия полезных искусств Томлинсона, 1854

В 1837 году компания Great Western Steamship Company строила гигантский пароход «Великобритания» испытывая затруднения при изготовлении коленвала для гребного винта, так как диапазона самого большого молота, поднятого во всю высоту, не хватало для обработки больших деталей. Когда деталь вала помещалась в наковальню, у молота не оставалось пространства, по которому он мог бы падать, и в 1838 году инженер компании Франсис Хумфрис написал Несмиту: «Я понимаю, что нет штамповочного молота для пресса в Англии или Шотландии, достаточно мощного, чтобы изготовить механизм коленвала гребного винта для „Великобритании“! Что мне делать?».
Несмит задумался над вопросом и стал искать решение проблемы, наклонный молот имел очевидные недостатки, так как наносил каждый удар с одной и той же силой. Несмит придумал паровой молот, изобразил его схематически и сохранил идею нового устройства в рисунках, в «Книге Схем», которую он показывал своим заказчикам.
В целях обеспечения французских арсеналов и верфей инструментами, в апреле 1842 года Несмит посетил Францию и во время посещения воспользовался возможностью, чтобы ознакомиться с промышленностью в Ле-Крёзо. При осмотре он обнаружил свой собственный паровой молот в действии. Тайна очень быстро открылась — один из промышленников скопировал его рисунок из «Книги Схем» во время посещения Англии. Два месяца спустя, после своего возвращения в Англию, в июне 1842 года, Несмит запатентовал молот и начал их производство в Эдинбурге. При помощи парового молота издержки производства могли быть уменьшены более чем на 50 процентов, одновременно улучшено качество произведённой ковки.
Первые молоты имели тип свободного падения, но позже они были изменены, сделано падение с усилием. До изобретения парового молота Несмита большие изделия, наподобие якорей судов, изготавливались из отдельных маленьких частей, а потом сваривались вместе. Главная особенность его машины была в том, что оператор управлял силой каждого удара. Несмит любил хвастать возможностью молота, демонстрируя, как тот мог сначала разбить яйцо, помещенное в фужер, не повреждая стекло, а затем следовал удар в полную силу, который сотрясал здание. Преимущества его изобретения стали столь очевидными, что вскоре молот Несмита можно было встретить во всех больших мастерских по всей стране.
Оригинальный молот Несмита теперь находится в здании литейного завода «Nasmyth Patricroft» (ныне 'бизнес-парк'). Более крупным образцом парового молота модели «Nasmyth & Wilson» владеет университет Болтона, он установлен на территории университетского городка.
В дальнейшем Несмит применил принцип парового молота для забивки свай, машину по забивке которых он изготовил в 1843 году. Его первая машина использовала четыре блока паровых молотов, а скорость составляла 80 ударов в минуту. Копёр был впервые продемонстрирован в конкурсе с командой, использующей традиционный метод, в Девонпорте 3 июля 1845 года. Машина забила сваю длиной 70 футов (около 21 метра) и размером в поперечнике 18 квадратных дюймов (45 кв. см) за четыре с половиной минуты, в то время как традиционным методом потребовалось двенадцать часов. Это был большой успех и на его копёр поступило множество заказов. Копёр был использован в ближайшие несколько лет для строительства многих крупных сооружений по всему миру, таких как мост High Level Bridge в Ньюкасл-апон-Тайне и плотины на Ниле в Асуане в Египте.
К 1856 году были произведено в общей сложности 490 паровых молотов, которые были проданы по всей Европе, России, Индии и даже в Австралию, что составило 40 % доходов компании Джеймса Несмита.

## Другие изобретения

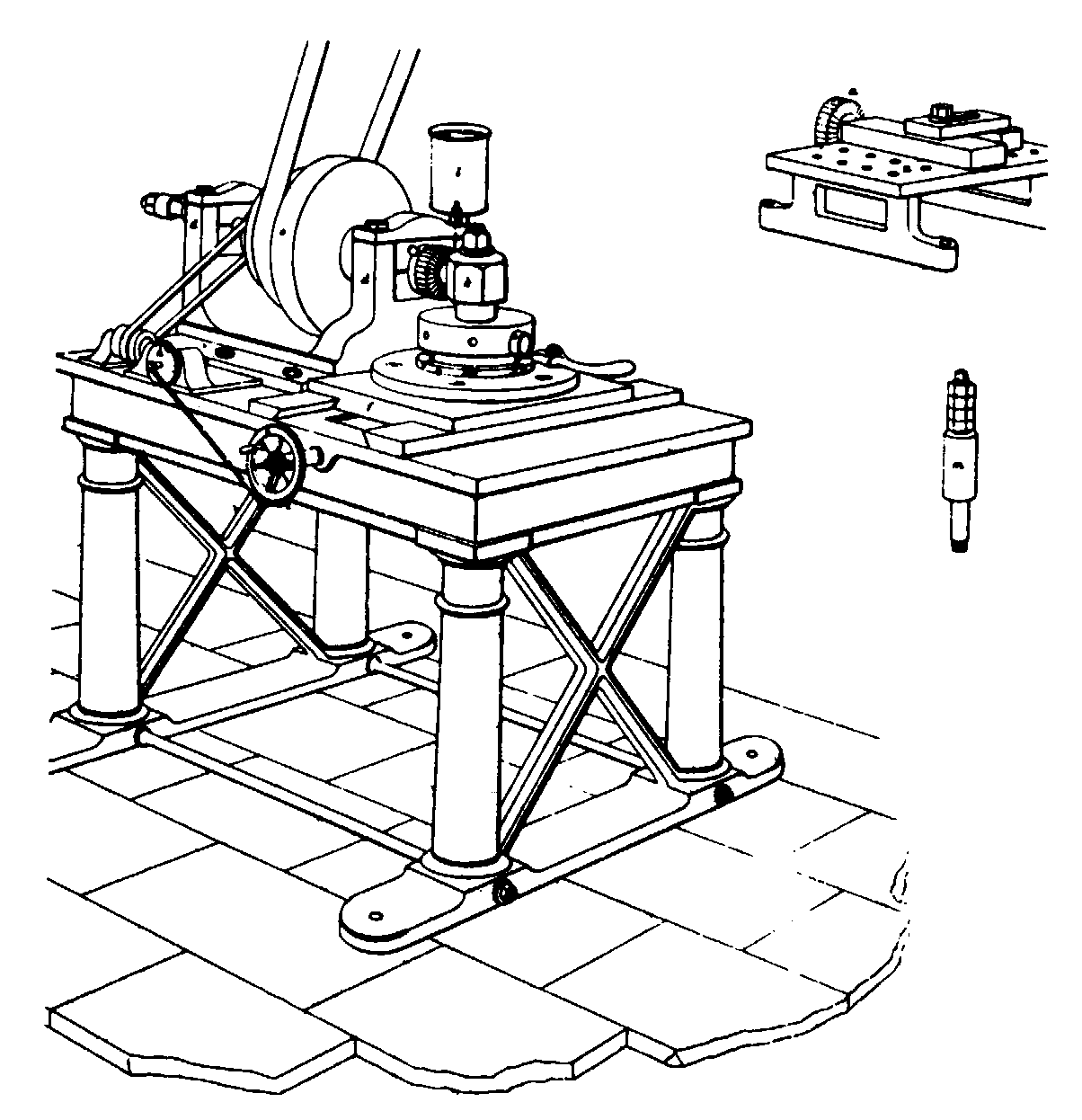
Фрезерный станок с делительной головкой для крепления заготовки, построенный Джеймсом Несмитом между 1829 и 1831 годом

Фрезерный станок с делительной головкой для крепления заготовки был сконструирован и построен Джеймсом Несмитом между 1829 и 1831 годом. Подобные приспособления до сих пор находят применение.
Несмит был также одним из первых производителей инструментов, предложившим стандартизацию ряда станков, до него производители изготавливали инструменты в соответствии со спецификациями индивидуальных клиентов, минимумом стандартизации, что вызвало проблемы совместимости.
В 1842 г. предложил вариант телескопа системы Кассегрена, с фокусом, расположенным сбоку от трубы (система Несмита).
Среди других изобретений Несмита, большинство из которых он так никогда и не запатентовал, были: средство передачи вращательного движения с помощью гибкого вала, изготовленное из гибкой проволоки; машина для резки ключевой канавки; саморегулирующиеся подшипники; винтовой ковш для перемещения расплавленного металла, которым могут безопасно и эффективно управлять два человека вместо шести ранее необходимых.

## Память
В 1935 г. Международный астрономический союз присвоил имя Джеймса Несмита кратеру на видимой стороне Луны.